# Lill-Ottertjärnen
Lill-Ottertjärnen är en sjö i Ånge kommun i Medelpad och ingår i Ljungans huvudavrinningsområde. Sjöns area är 0,02 kvadratkilometer och den är belägen 464 meter över havet.